# Computer and Video Games
Computer and Video Games (також відомий як CVG, Computer & Video Games, C&VG, Computer + Video Games або C+VG) був британським журналом про відеоігри, який видавався між 1981 і 2004 роками. Його вебсайт було запущено в 1999 році і закрито в лютому 2015 року. CVG був найстарішим медіа-брендом відеоігор у світі. Кілька авторів CVG очолили створення Video Games Chronicle у 2019 році.

## Історія
Computer and Video Games був заснований у 1981 році як перший британський журнал про відеоігри. Журнал, який спочатку виходив щомісяця з листопада 1981 року по жовтень 2004 року, а з 2004 року виходив виключно в Інтернеті, він був одним із перших видань, які заробляли на зростаючому ринку домашніх комп'ютерів, хоча він також охоплював аркадні ігри. На момент запуску це був перший у світі журнал про відеоігри. Перший випуск містив статті про Space Invaders, Chess, Othello та поради щодо того, як навчитися програмувати. Рекомендованими комп'ютерами, згаданими на першій сторінці обкладинки, були PET, Apple, Tandy, Sinclair, Nascom і VIC.
Огляди містили числову оцінку, при цьому ігри з найвищим рейтингом отримували нагороду «C+VG Hit». Цей логотип почали розглядати як пункт продажу ігор, великих і малих.
Журнал мав типовий ABC 106 000.

### Вебсайт
Запущений у серпні 1999 року CVG був одним із провідних ігрових вебсайтів Великобританії та Європи. Відомий насамперед своєю службою новин, CVG також пропонує поєднання багатоформатних оглядів ігор поточного та наступного поколінь, попередніх переглядів, характеристик та інтерв'ю, а також новий акцент на відео та мультимедійному вмісті.
CVG спочатку належав EMAP, а потім був куплений Dennis Publishing. У 2004 році CVG було придбано видавництвом Future Publishing, які залишаються його нинішніми власниками. У 2006 році сайт зазнав значного оновленого дизайну та перезапуску, щоб підготувати його до нуля для так званого наступного покоління ігор Xbox 360, PlayStation 3 та Wii.
У 2007 році CVG став центром нової мережі CVG, де розміщені сайти журналів для всіх неофіційних ігрових журналів Future Publishing, включаючи PC Gamer, PC Zone, Xbox World 360, PlayStation World, PSM3 і NGamer і CheatStation.
У травні 2007 року мережа CVG розширилася, включивши такі сайти, як Xbox 360 Magazine, Edge і Next Generation.
У травні 2007 року CVG пройшов електронну перевірку з боку ABC і зареєстрував 1,56 мільйона унікальних користувачів щомісяця та 11,4 мільйона показів сторінок.
Відтоді Future об'єднав форуми багатьох інших своїх публікацій, пов'язаних з іграми, на ComputerAndVideoGames.com, а також присвятив розділи тим, які раніше не мали офіційного вебсайту, наприклад PC Gamer.
На початку 2014 року CVG, серед інших вебсайтів Future, було призначено для закриття керівництвом, але натомість у липні було скорочено персонал. Future оголосили про закриття вебсайту в грудні 2014 року. Вебсайт закрито 26 лютого 2015 року, а всі сторінки перенаправляються на Gamesradar+, іншу публікацію Future.

### YouTube канал
До закриття CVG їхній офіційний канал YouTube надавав різноманітний вміст, пов'язаний з відеоіграми, надаючи все, починаючи від покрокових ігор і закінчуючи новинами про ігрові консолі та ігрові події. Їхня друга за тривалістю серія, GTA V O'clock висвітлювала новини та теорії змови щодо Grand Theft Auto V і Grand Theft Auto Online. Це було одне з небагатьох видань, які запрошували подивитися та пограти в Grand Theft Auto V до її виходу для публіки 17 вересня 2013 року та перевипуску для ПК 14 квітня 2015 року.

### CVG Presents
Коли журнал знову з'явився, він був у новій формі під назвою CVG Presents 16 квітня 2008 року з розкладом випуску кожні два місяці. Новий формат зосереджує весь журнал на одній темі. Перший випуск нового формату зосередився на історії серії ігор Grand Theft Auto. CVG Presents не публікувався з 2009 року.

## Golden Joystick Awards
CVG організувала щорічну церемонію нагородження Golden Joystick Awards, найтривалішу ігрову церемонію у світі та широко визнану як одну з найпрестижніших, оскільки за них голосує виключно широка ігрова публіка. Створені в 1982 році як щорічна церемонія вручення нагород журналу CVG, нагороди перемістилися в Інтернет разом із CVG.com у 1999 році.
У квітні 1983 року журнал опублікував результати своєї першої Golden Joystick Awards разом із фотографіями з церемонії на Berkeley Square. Діджей Дейв Лі Тревіс вручив нагороду за найкращу гру року до Jetpac.
Golden Joystick Awards у 2006 році зібрала понад 540 000 голосів і вперше транслювалась через Інтернет. У 2007 році церемонія Golden Joystick Awards відзначилася 25-ю срібною річницею і зібрала понад 750 000 голосів геймерів з усього світу, а Gears of War від Microsoft виграла чотири джойстики, включно з Ultimate Game of the Year.

## Редактори ComputerAndVideoGames.com
- Гарет Рамзі
- Джуліан Рігналл
- Джонні Мінклі (початок 2004)
- Стюарт Бішоп (виконуючий обов'язки Еда в середині 2004 року)
- Джон Хуліхан (2004—2006)
- Гевін Огден (2006—2009)
- Тім Інгам (2010—2011)
- Енді Робінсон (2012—2015)

## Головний редактор
- Джон Хуліхан (2009—2011)